# Basalt (Idaho)
Basalt è una città (city) degli Stati Uniti d'America, situata nella contea di Bingham, nello Stato dell'Idaho.